# كتيان
كتيان بلدة سورية تتبع ناحية تفتناز في منطقة مركز إدلب في محافظة إدلب. بلغ عدد سكانها 1,876 نسمة في عام 2004 حسب إحصاء المكتب المركزي للإحصاء.
تقع في الجهة الشرقية الشمالية لمحافظة إدلب، تبعد عن مدينة إدلب 18كم و40 كم عن مدينة حلب واقعة على طريق حلب - إدلب القديم. وتشتهر كتيان بجمال طبيعتها، يعمل عدد كبير من السكان بالزراعة وتشتهر بزراعة القمح والحبوب والبطاطا والقطن والمنطقة معروفة بتربتها الخصبة. يقدر عدد أشجار الزيتون بأكثر من سبعمائة ألف شجرة زيتون وتنتج كميات كبيرة من الزيتون الذي يورد للأسواق في المنطقة وللمصانع ومعاصر الزيتون .
تاريخيا في القرية أثآر عديدة تنتشر في القرية ومحيطها، ومن المعالم الهامة برج الحمام ويعود للعهد العثماني وهو من أكبر أبراج الحمام بسوريا تقريبآ.